# فرانكو أرماني
فرانكو أرماني (بالإسبانية: Franco Armani)‏ (و. 1986  م) هو لاعب كرة قدم، من الأرجنتين، يلعب كحارس مرمى.

## مسيرته الكروية
لعب فرانكو أرماني خلال مسيرته الاحترافية مع 4 أندية في خمسة عشر موسمًا ولم يسجل خلالها أي هدف ضمن 240 مباراة. حيث فاز في أربعة مواسم بالكأس وفي خمسة مواسم بالدوري.
خاض فرانكو أرماني مسيرته مع نادي فيرو كاريل أويستي في موسم 2007–08 ولمدة موسمين، مشاركًا في مباراتين ولم يسجل أي هدف. ثم انتقل إلى Deportivo Merlo ‏ في موسم 2008–09 ولمدة موسمين، حيث شارك في 81 مباراة ولم يسجل أي هدف أيضًا. لينتقل بعدها إلى نادي أتلتيكو ناسيونال في موسم 2010 ليلعب معه ثمانية مواسم، مشاركًا في 102 مباراة ولم يسجل أي هدف أيضًا. ثم انتقل إلى نادي ريفر بليت في موسم 2017–18 واستمر معه طيلة ثلاثة مواسم، مشاركًا في 55 مباراة ولم يسجل أي هدف أيضًا.

## روابط خارجية
- فرانكو أرماني على موقع الاتحاد الدولي (مؤرشف)  (الإنجليزية)
- فرانكو أرماني على موقع الاتحاد الأوربي (الإنجليزية)
- فرانكو أرماني على موقع إي إس بي إن إف سي (الإنجليزية)
- فرانكو أرماني على موقع قاعدة بيانات كرة القدم.إي يو (الإنجليزية)
- فرانكو أرماني على موقع ناشيونال فوتبول تيمز (الإنجليزية)
- فرانكو أرماني على موقع Soccerbase.com (لاعب) (الإنجليزية)
- فرانكو أرماني على موقع Soccerway.com (الإنجليزية)
- فرانكو أرماني على موقع عالم كرة القدم.نت (الإنجليزية)
- فرانكو أرماني على موقع AS.com (الإسبانية)